# Calypso 25017
Vous lisez un « bon article » labellisé en 2023.
Pour les articles homonymes, voir Calypso (homonymie).
Calypso 25017 (né en mai 1897, mort en 1915) est un étalon Percheron doté d'une robe noire. Né dans la région du Perche en France, il est acheté et importé aux États-Unis par la firme Dunham, Fletcher & Coleman, qui a succédé à l'éleveur Mark Wentworth Dunham. Calypso est élu grand champion à l'exposition internationale de bétail de Chicago en 1900, ce qui lui vaut d'être acquis par l'un des juges de ce concours et exporté à Rock Rapids en Iowa. Il devient dès lors un reproducteur populaire.
Calypso est élu meilleur cheval percheron pour son type parmi tous les vainqueurs de concours internationaux sur vingt ans par cent juges internationaux, en 1934. Sa descendance nombreuse inclut 38 vainqueurs internationaux de concours.

## Dénomination
Les Percherons portent différents numéros derrière leur nom, en fonction de leur Stud-Book (registre généalogique) d'inscription. Dans le Stud-Book français, le premier numéro fourni (ici, 44577) est celui de leur inscription au Stud-Book français ; le second, toujours indiqué entre parenthèses dans ces registres, est le numéro d'ordre du Stud-Book Percheron Américain, publié à Chicago par James Harvey Sanders.
Ce cheval est nommé Calypso 44577 dans le registre en français, volume VII. Dans le Stud-Book de la Percheron Horse Association of America aux États-Unis, il est identifié sous le nom de Calypso 25017 (44577),,.

## Histoire

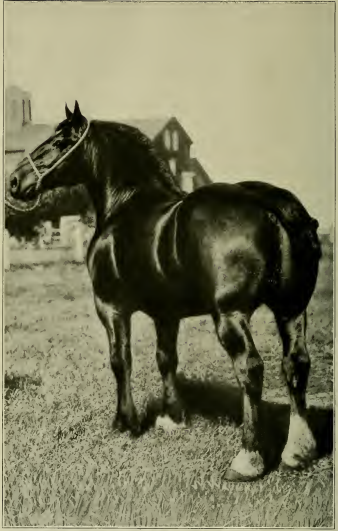
Calypso 25017, d'après une photographie publiée en 1917.

Calypso naît le 6 mai 1897,. Il est élevé par M. Brossard, un éleveur du département de la Sarthe, en France,.
Il est importé par Dunham, Fletcher & Coleman, la firme qui a succédé à Mark Wentworth Dunham à Oaklawn Farm (en), dans la ville de Wayne aux États-Unis, en 1900,. Cette même année, âgé de trois ans, il est présenté à la foire internationale du bétail de Chicago par cette firme, et y remporte le titre suprême de reserve grand champion,, ainsi que le premier prix de tous les chevaux de trois ans exposés. Il impressionne tant l'un des trois juges internationaux du concours, H. G. McMillan, que ce dernier en fait l'acquisition. Le jeune étalon est importé par son nouvel acheteur suffisamment tôt pour assurer sa première saison de reproduction.
Calypso est donc vendu et transporté à la ferme de McMillan, Lakewood Farm dans la ville de Rock Rapids en Iowa, où il passe la majorité du reste de sa vie,. Lakewood Farm diffuse des publicités dans la Breeder's Gazette qui présentent Calypso comme un cheval connu dans le monde entier, placé à la tête de cet élevage. Il y reste jusqu'au début de l'année 1915. Calypso meurt cette même année, à l'âge de 18 ans.

## Description
Calypso 25017 est un étalon à la robe noire,. Il n'est pas particulièrement grand ou volumineux, puisqu'à l'âge adulte, il mesure 16 ³⁄₄ mains (environ 1,70 m) et pèse environ 1 900 livres (environ 860 kg). En 1906, il est décrit comme « impressionnant » dans la revue Bit & Spur. Il est réputé pour la qualité de sa tête et de son encolure, des caractéristiques qui se retrouvent aussi chez les étalons percherons Dragon et Carnot.
Ellis McFarland, secrétaire et trésorier du Percheron Stud Book of America, décrit chez ce cheval des « proportions parfaites », donnant une grande harmonie d'ensemble. Toujours d'après McFarland, Calypso est si actif dans ses allures que le rythme du poser de ses sabots peut être distingué parmi ceux de 50 chevaux passant sur une planche.

## Origines
Calypso provient de la lignée du très réputé étalon Brillant 755. Son père, Theudis, avait été remarqué pour sa bonne qualité. Sa mère est une fille de l'étalon Brillant III, et se nomme Fatma 25787.

## Descendance
Entre 1915 et 1925, ce sont les poulains de Calypso qui gagnent le plus de titres sur les terrains de concours américains. Calypso engendre en effet 38 vainqueurs internationaux de concours.
L'achat de deux de ses filles, Arlene 50645 et Rosamond 45547, est qualifié d'investissement très profitable pour l'université d'État du Michigan.
L'un de ses arrière-arrière petits-fils, Beau Calypse par Koncarcalyps II, est envoyé depuis les États-Unis vers la France en 1947, dans le cadre d'une aide volontaire à la reconstruction du pays après la Seconde Guerre mondiale.

## Hommage
En 1914, le professeur Merritt Wesley Harper qualifie Calypso de « célèbre » (« famous »).
En 1934, lors d'une évaluation de tous les percherons vainqueurs de titres suprêmes sur vingt ans par cent juges de concours, Calypso est jugé et évalué comme étant le type idéal du cheval percheron,. Cette évaluation a demandé 18 mois de travail.
Il est évalué à cette place avec un total de 2 058 points sur 2 500 possibles, devant les champions Dragon 52155, Sir Laet, Jerome 160754 et Laet 133886. Quarante-cinq juges sur les cent lui ont attribué la première place. Il a été environ cinq fois plus souvent désigné comme le meilleur que l'étalon Dragon, qui termine à la seconde place.